# マヤカ属
マヤカ属（マヤカぞく、Mayaca Aubl.）は、イネ目マヤカ科に分類される唯一の属（単型）である。
全種が水生植物であり，アクアリウムでも古くからMayaca fluviatilisがマヤカ (水草) として親しまれている．
2003年に発表されたAPG IIシステムで、ツユクサ類イネ目マヤカ科に分類された。 1981年に発表されたクロンキスト体系では、ツユクサ亜綱ツユクサ目に分類されていた。
メキシコからアルゼンチンにかけての中南米、西インド諸島、アメリカ南東部、および中央アフリカに分布している 。

## 種
22～26種以上の種が記載されてきたが，現在認められているのは以下の5種である．
1. Mayaca baumii Gürke - アフリカ大陸に生息する唯一の種．コンゴ、ザイール、アンゴラ、ザンビア
2. Mayaca fluviatilis Aubl. - テキサス州からノースカロライナ州にかけてのアメリカ南東部。西インド諸島（キューバ、ジャマイカ、トリニダード）。メキシコからアルゼンチンにかけてのラテンアメリカ
3. Mayaca kunthii Seub. in C.F.P.von Martius & auct. suc.  - ベネズエラ、ブラジル、ウルグアイ
4. Mayaca longipes Mart. ex Seub. - ベネズエラ、ブラジル、コロンビア、ギアナ地方
5. Mayaca sellowiana Kunth - コスタリカ，ベネズエラ，ブラジル，コロンビア，ガイアナ，ペルー，エクアドル，ボリビア，アルゼンチン

## 利用
アクアリウムの水草として数多くの産地のものが知られているが，マヤカ Mayaca fluviatilisおよびラージマヤカMayaca sellowiana以外の流通は稀である．ソイルを使用した弱酸性の環境では栽培は容易なものが多いが，種類や産地により栽培の難易度が異なる．概して肥料が切れると白くなったり成長が止まる他，エビや魚の食害を受けやすい．好適な条件をそろえると成長は速く，非常に美しく育つ．